# Xichú
Xichú är en ort i Mexiko.   Den ligger i kommunen Xichú och delstaten Guanajuato, i den centrala delen av landet, 230 km norr om huvudstaden Mexico City. Xichú ligger 1 348 meter över havet och antalet invånare är 1 569.
Terrängen runt Xichú är bergig västerut, men österut är den kuperad. Runt Xichú är det glesbefolkat, med 15 invånare per kvadratkilometer. Närmaste större samhälle är Victoria, 19,2 km sydväst om Xichú. I omgivningarna runt Xichú växer huvudsakligen savannskog.